# Ásmegin
Ásmegin est un groupe de folk metal norvégien, originaire de Jevnaker. Formé en 1998, le nom du groupe signifie « la puissance des dieux » en vieux norrois, langue dans laquelle sont rédigées une partie des paroles (le reste est en norvégien). Certains des morceaux de l'album Hin Vordende Sod & Sø sont inspirés de Peer Gynt de Henrik Ibsen.

## Biographie
Le groupe est formé en 1998 par Marius Olaussen, Iving Mundilfarne et Auðrvinr Sigurdsson. Quelques mois après la création du groupe viennent s'ajouter Tomas Torgersbråten et Skule « Nordalv » Jarl, afin de compléter la formation. Iving Mundilfarne quitte le groupe en 1999, peu de temps avant l'enregistrement de la démo Naar Rimkalkene Heves. Cette première démo est publiée à Valgalder Records, le label de Marius Olaussen. En 2000, leur deuxième démo, Af Helvegum, est enregistrée et également publiée. Le groupe se sépare, jusqu'à ce que Tomas Torgersbråten et Marius Olaussen recrutent Bjørn Olav « Narrenschiff » Holter en 2001. Puis, Tommy Brandt et Raymond Håkenrud les rejoignent en 2002.
Cette formation prend le nom de Ásmegin en 2002, et enregistre au Top Room Studio son premier album, Hin Vordende Sod & Sø, qui sera publié le 14 octobre 2003 au label Napalm Records. L'album fait participer Lars Fredrik Frøislie (White Willow, Wobbler) aux claviers, Lars Nedland (Borknagar, Solefald) au chant, Ingvild « Sareeta » Johannesen (Ram-Zet) au violon et au chant, Annemarie Hveding au chant, Oddrun Hegge à la sitar, Gunhild Førland à la flute, et Anja Hegge Thorsen à la harpe. Avant la signature d'un contrat pour quatre albums avec Napalm Records en 2003, Bjørn Olav Holter quitte le groupe, mais est rapidement remplacé par Erik Rasmussen Fossan (Deject), Lars Nedland, puis Ingvild Johannesen.
Peu de temps avant l'enregistrement d'un nouvel album, Lars Fredrik Frøislie rejoint le groupe, avec Tommy Brandt, Lars Nedland, et Ingvild Johannesen Ásmegin. Ils entrent en studio en octobre 2007. Le 28 novembre 2008, le groupe publie son deuxième album studio, Arv, à Napalm Records, cinq ans après la sortie de son premier album. Erik Fossan Rasmussen reprend les chants gutturaux et la batterie. Raymond Håkenrud endosse la guitare, la contrebasse et le piano. Marius Olaussen endosse aussi la guitare et la basse, en parallèle à la mandoline, l'accordéon, le piano et le mellotron. Les morceaux aux claviers et à l'orgue sont joués, comme sur le premier album, par Lars Fredrik Frøislie. L'album fait participer Martin Nordrum Kneppen à la batterie, Gunhild Hovden Kvangarsnes et Annemarie Hveding au chant, et Karolin Broosch (sur la chanson Prunkende, stolt i Jokumsol) au violon. Marius Olaussen explique que le groupe travaillait depuis 2007 sur un album concept, intitulé Tusind tabte Siæles Kakofoni, sous la pression de Napalm Records,, mais qui ne verra jamais le jour. Depuis la sortie de Arv en 2008, le groupe est inactif.

## Membres

### Membres actuels
- Erik Rasmussen - chant guttural (2003–2008)
- Lars Fredrik Frøislie - claviers (2003–2008)
- Marius Olaussen - guitare (1998–2008)
- Tomas Torgersbråten - basse (1998–2008)
- Raymond Håkenrud - guitare (2001–2008)

### Anciens membres
- Bjørn Olav Holter - chant (2001–2003)
- Skule Jarl (Nordalv) - batterie (1998–2001)
- Iving Mundilfarne - flute, guitare (1998–1999)
- Auðrvinr Sigurdsson - guitare, chant (1998–2001)
- Anders Torp - batterie (1999-?)